# Hemerotrecha marathoni
Hemerotrecha marathoni es una especie de arácnido  del orden Solifugae de la familia Eremobatidae.

## Distribución geográfica
Se encuentra en Texas y Nuevo México en (Estados Unidos).